# Calice Becker
Calice Asancheyev Becker (1964) è una profumiera francese.

## Biografia
Di origini russe, la Becker ha iniziato a lavorare nel campo della profumeria nel 1985, come apprendista presso Roure Bertrand Dupont Successivamente la Becker ha prestato servizio per Givaudan e Quest International. La sua creazione più celebre è sicuramente J'adore di Christian Dior, in seguito riformulato da François Demachy nel 2006, e Vent Vert di Pierre Balmain, di cui nel 1990 ha rielaborato la formula originale.

## Principali profumi creati
Balmain
- Vent Vert - riformulazione (1990)
- Monsieur Balmain - riformulazione (1991)

Tommy Hilfiger
- Tommy Girl (1996)
- Tommy Girl 10 (2006)

Joop
- What About Adam (1997)

Avon Products
- Women of Earth (1998)
- Dreamlife (2002)

Christian Dior
- J'adore (1999)

DKNY
- Energy for her (2002)
- Energy for him (2002)
- Gold (2006)
- Delicious Ripe Raspeberry (2010)
- Juicy Berry (2010)

Estee Lauder
- Beyond Paradise for men (2004)
- Beyond Paradise for women (2004)
- Beyond Paradise Blue (2006)

Lancome
- Cuir de Lancome (2007,)

By Kilian
- A Taste of Heaven (2007)
- Beyond Love (2007)
- Liaisons Dangereuses (2007)
- Love (2007)
- Prelude to Love (2008)
- Back to Black: Aphrodisiac (2009)
- Pure Oud (2009)

Davidoff
- Silver Shadow Private (2008)
- Calvin Klein Secret Obsession (2008)

Payard
- Bergamot Truffle (2009)
- Lychee Mousse (2009)
- Pistachio Ganache (2009)

Marc Jacobs
- Lola (2009)

Vera Wang
- Rock Princess (2009)